# Neosminthurus richardsi
Neosminthurus richardsi är en urinsektsart som beskrevs av Jerry Allen Snider 1978. Neosminthurus richardsi ingår i släktet Neosminthurus och familjen Sminthuridae. Inga underarter finns listade i Catalogue of Life.